# Etiología de los disturbios pulpares y periapicales
Cuando el diente ya ha brotado, la porción coronal de la pulpa que se encuentra encerrada en cubierta de dentina y esmalte, es más susceptible a las condiciones cambiantes del medio oral. Si la dentina y el esmalte permanecen intactos van a proteger a la pulpa de ciertas soluciones dañinas y de bruscos cambios de temperatura. La pulpa es un órgano de tejido conjuntivo que contiene variedad de arterias, venas, un sistema linfático y nervios, la principal función es formar la dentina del diente, cuando recién erupciona el diente, la pulpa es grande y conforme se completa la formación ésta reduce. La pulpa se mantiene formando tejido en especial cuando la caries avanza. La pulpa tiene funciones formativas, de nutrición, sensorial y de defensa. Como la pulpa se encuentra bien protegida, se encuentra en un espacio inflexible, que, en ciertos casos resulta perjudicial a los cambios en la presión dentro del área, causando inflamación y muerte de tejido. Los irritantes de la pulpa se los clasifica en irritantes físicos e irritantes químicos y bacterianos.

## Irritantes físicos, químicos y bacterianos
Dentro de los físicos están:
- Calor friccional

- Desecación de la dentina

- Presión de condensado del material restaurador

- Contracción de polimerización del material restaurador

- Trauma inducido por sobrecarga oclusal

- Rayos láser

- Impresiones dentales

Dentro de los químicos están:
- Antisépticos

- Desecantes y desensibilizantes cavitarios

- Materiales de protección y restauración dental

Los irritantes bacterianos son:
- Caries dental

- Capa de desecho

- Microfiltración marginal

## Acciones en la pulpa
- Acción microbiana: Los microorganismos son la principal fuente de irritación de la pulpa. Estos se transportan por cinco vías principales o áreas periapicales que son: 1) a través de una cavidad abierta causada por traumas o caries dentales, 2) por medio de túbulos recortados o dentina cariada, 3) a través del surco gingival y membrana parodontal, 4) proliferación de infección periapical a partir de dientes infectados y 5) a través de la corriente sanguínea durante bacteremias o septicemias. Por lo general, el esmalte y la dentina protegen la pulpa de todo tipo de infección por flora oral, aunque toda acción que rompa estás estructuras permite a las bacterias invadir la pulpa.[2]

- Acción mecánica: La lesión de la corona o de la raíz del diente es causante de los disturbios pulpares y periapicales. El daño físico leve a pesar de no ser suficiente para dañar la corona o raíz produce disturbios en los tejidos de la pulpa.

- Acción térmica: El calor o el frío más allá de las temperaturas normales, tienen un efecto negativo sobre los tejidos pulpares, en dependencia de la intensidad y duración. Un ejemplo de acción térmica es el calor generado por los instrumentos de rotación rápida utilizados en operaciones. La introducción de materiales de obturación en cavidades profundas ocasiona irritación pulpar. Es poco probable que la pulpa se vea afectada cuando ingerimos alimentos fríos o calientes.[3]

- Acción química: Los productos químicos utilizados para esterilizar cavidades como los desinfectantes y antisépticos causan daño en la pulpa. Otros productos químicos que dañan la pulpa son los productos restaurativos, entre los más irritantes se tiene los cementos de silicato que se utilizan en dientes anteriores. Los cementos de resina constituidos por óxido de zinc causas reacciones en la pulpa al igual que el fosfato de zinc que es muy ácido.

- Acción eléctrica: Cuando las obturaciones metálicas de diferente potencial eléctrico (oro-amalgama) se colocan de manera en que están choquen o contacten entre sí, como es el caso dientes oponentes, se produce una ligera corriente eléctrica que viene y va, la cual posee una intensidad capaz de dañar el tejido pulpar, apareciendo necrosis y la acumulación de bacterias en esta área.

- Acción de la radiación: La creencia de que la radiación x e ionizante tienen un efecto negativo sobre la pulpa es cierta, inclusive estás causan daño a los tejidos del periodonto que es más susceptible a las radiaciones, dando lugar a la pulpitis y osteorradionecrosis[4]

## Microorganismos que intervienen en los desórdenes pulpares
Las principales causas que puede afectar la pulpa son las infecciones producidas por microorganismos anaerobios y bacterias gramnegativas, las infecciones producidas por estos microorganismos llegan a la pulpa por medio de la corona o de la raíz del diente.
Entre otras de las causas que pueden dañar la pulpa se encuentran los traumatismos agudos, las luxaciones, fisuras, fracturas, traumatismos crónicos, entre otros
Un recién nacido posee una cavidad oral estéril, con el transcurso de los años, la conformación de la flora oral se concreta, además, en la adolescencia existe un crecimiento de bacterias, debido al cambio hormonal que se produce en esta etapa del desarrollo. La prevalencia de la bacteria prevotella intermedia y treponella denticola es muy elevada mientras que la de A. actinomycetemcomitons y porphyromonas gingivalis es baja.
- La prevotella intermedia, es una bacteria anaerobia, gramnegativa, tiene serias implicaciones médicas en el ser humano, es la principal causa de la enfermedad periodontal. La más común es la periodontitis que puede causar una placa subgingival

- La treponella dentiocola, es una bacteria gramnegativa presenta una diversidad de factores de virulencia, tiene un patrón infeccioso bacteriano en sus genes.

- A. actinomycetemcomitons, es un cocobacilo gramnegativo, principal agente etiológico de formas agresivas de periodontitis.

- porphyromonas gingivalis, es un cocobacilo anaerobio facultativo gramnegativo patógeno de alta prevalencia tanto en periodontitis crónica como agresiva, expresa una serie de factores de virulencia, tales como fimbria, enzimas proteolíticas, hemaglutininas.[6]

Se reconoce que los microorganismos son de importancia fundamental para el desarrollo y mantenimiento de las patologías pulpares y periapicales. Los efectos del Bruxismo en la dentina pulpar puede ser la causa de las principales afecciones, pero cualquier lesión pulpar puede desencadenar una respuesta inflamatoria, la enfermedad periapical inducida por microorganismos por lo general comienza como una inflamación de tipo crónico y se manifiesta histopatológicamente como un granuloma.
Las reacciones inflamatorias pueden ser provocadas de forma directa, por un contacto directo de irritantes con la dentina expuesta, también se puede dar como una reacción inmunitaria humoral o celular. Pero en los dos casos se produce una liberación de mediadores químicos que inician la inflamación pulpar.
La invasión de los microorganismos ocurre cuando la dentina está expuesta al medio bucal, permitiendo que ingresen los microorganismos que dañaran la pulpa dental, de esta manera puede ocasionar lesiones de caries, procedimientos restauradores o periodontales, fisuras de esmalte o dentina, o traumatismo dental. Si no se trata y el avance de la bacteria es mayor el proceso carioso traerá como son consecuencia una infección mucho mayor en la pulpa dental y del sistema de conductos radiculares y como consecuencia una lesión perirradicular, siendo estas un resultado de la necrosis de la pulpa dental por la exposición a las bacterias.

## Reacciones básicas de los disturbios pulpares y periapicales
Durante la vida útil de un diente, diversos estímulos dañinos extraños pueden afectar la pulpa, generando respuestas efectivas para una supervivencia adecuada con tan solo consecuencias transitorias.
Bajo condiciones normales y fisiológicas la pulpa está bien protegida de lesiones y elementos dañinos por una cubierta de tejido duro externo de los dientes y periodonto intacto. Cuando dicha barrera de protección se quebranta, los microorganismos y otros agentes patógenos pueden acceder a la pulpa y afectarla. La pulpa, como cualquier tejido conectivo, responde a esto por medio de la inflamación, con el fin de neutralizar y eliminar dicho agente dañino. Si la afección se extiende a la vecindad de la pulpa, se puede producir una respuesta de necrosis y dolor del tejido.
Los odontoblastos, encargados de la producción de dentina son los primeros en reaccionar ante lesiones y disturbios pulpares. Cuentan con un sistema de receptores que en presencia de elementos microbianos se activan, iniciando la producción de citosinas proinflamatorias y quimosinas, para llamar células inmunológicas. Incluso cuentan con péptidos antimicrobianos para combatir ciertas bacterias. Cuando se produce una lesión, los odontoblastos primarios mueres, al ser células postmitóticas no pueden entrar en división celular, por lo que deben entrar en acción los odontoblastos secundarios que se encargan de la reparación de la dentina para nuevamente brindar protección a la pulpa. En caso de lesiones o caries lentas, pueden contrarrestar la invasión. Las células madres que se diferenciará en odontoblastos primarios, migran al diente para dividirse y restaurar las células perdidas.
Por otra parte, las anastomosis arteriovenosas durante eventos inflamatorios que aumentan la resistencia de la sangre, entran en acción para redirigir la entrada de sangre, y se aumenta el flujo sanguíneo, por acción de fibras nerviosas, a las células dentales para brindarles más nutrientes y dar paso a las células inmunitarias. Así mismo, vasos linfáticos existentes en la pulpa funcionan como vía a los ganglios linfáticos para las células dendríticas que capturan y presentan los antígenos a los linfocitos, iniciando la respuesta inmunitaria, es decir, la migración de las diferentes células de la línea blanca.
Otro sistema importante que entra en acción frente a daño tisular o un proceso inflamatorio es el SNC, iniciando en primera instancia la respuesta de dolor cuando la pulpa se ve comprometida en el problema presentado. Las neuronas muestran un aumento en la actividad espontánea y expansión de sus campos receptivos periféricos. En otras palabras, la inflamación y lesiones en tejidos periféricos provocan cambios en la transmisión de impulsos en las vías centrales de dolor.

## Infecciones periapicales y complicaciones
Las principales causas que afectan a la población son las patologías periapicales, estas infecciones provocan un fuerte dolor agudo que al complicarse pueden comprometer la vida del paciente.
La enfermedad apical es aquella que tiene su origen en el propio diente o en los tejidos que lo rodean íntimamente, lo cual se va extiendo a lo largo de los conductos y llega a tejidos profundos atreves del foramen apical. La importancia de la esta patología radica en que puede ser de origen infeccioso que al seguir con esto va a ir comprometiendo las estructuras más lejanas como en estos casos las intracraneales, retro faríngea y pleuropulmonares, entre otras.
Los factores que intervienen para la propagación de esta infección dependerán del ambiente donde se encuentre y de los microorganismos que se han desarrollado
Estas zonas anatómicas son espacios aponeuróticos primarios y secundarios, al contagiarse en los tejidos profundos de microorganismos pertenecientes a la microflora de la cavidad oral se desarrollan las siguientes formas: celulitis y abscesos. Las regiones más frecuentemente involucradas son faciales: suprahioideos, infrahioideos. Las infecciones cervicofaciales y que indican un criterio de referencia a segundo nivel de atención son: Abscesos ya localizados en región cervicofacial dehiscencia de la herida quirúrgica.
Las principales infecciones que se darán son las fascitis cervical necrotizante (es una infección rápida que afecta a los tejidos blandos se caracteriza por una necrosis muscular), mediastinistis necrotizante desciende, sinusitis de origen odontogénico, absceso cerebral.
Periodontitis apical sintomática (PAS): es la inflamación de periodonto apical, puede causar molestias espontáneas de carácter moderado o intenso y dolor al morder o a la percusión o palpación. Periodontitis Apical Asintomática (PAA): es la inflamación o destrucción de los tejidos apicales. Esto se da por la muerte de tejidos de la pulpa. Absceso Apical Agudo (AAA): es la infección y necrosis pulpar esto se manifiesta con dolores espontáneos sensibilidad en los dientes y la formación de pus. En ocasiones produce manifestaciones sistémicas de un proceso infeccioso, como hipertermia, malestar y leucocitosis.